# Mennevret
Mennevret – miejscowość i gmina we Francji, w regionie Hauts-de-France, w departamencie Aisne.
Według danych na styczeń 2014 roku gminę zamieszkiwały 662 osoby, a gęstość zaludnienia wynosiła 55,7 osób/km².